# Boris Şyhmyradow
Boris Orazowiç Şyhmyradow (em turcomeno: Boris Orazowiç Şyhmyradow; em russo: Бори́с Ора́зович Пицмура́дов; Asgabate, 25 de maio de 1949) foi ministro das Relações Exteriores do Turquemenistão de 1995 a 2000. Ele foi condenado à prisão perpétua depois de ser preso por participação em um atentado contra o presidente Saparmyrat Nyýazow em 2002. Pouco se sabe sobre sua vida na prisão, e não se sabe se ele permanece vivo.